# Ciry-Salsogne

Ciry-Salsogne este o comună în departamentul Aisne din nordul Franței. În 1 ianuarie 2022 avea o populație de 892 de locuitori.